# New Noise Magazine
New Noise Magazine est un magazine bimestriel français, spécialisé dans la musique (rock, rock indépendant, heavy metal, musiques expérimentales, etc..). Fondé par Olivier Drago, il est publié depuis 2010 par la SARL Noise Publishing.

## Histoire

### Noise
Avant de donner naissance à New Noise, Olivier Drago a créé successivement les magazines Velvet, Versus et Noise. En 2009, Travel Media, l'éditeur de ce dernier a le souhait de faire un hors-série spécial Michael Jackson à la suite de sa mort, qu'il compte tirer à 200.000 exemplaires alors que le secteur de la presse papier connait déjà la crise. En désaccord Olivier Drago préfère partir. L'apporteur d’affaires avec lequel il travaille propose alors à Drago de créer sa propre boîte et de lui avancer le premier tirage voyant que les revenus sont stables. Olivier Drago lance la SARL Noise Publishing, avec un capital de 10€. Pour des raisons légales, le nom Noise est abandonné et devient New Noise. Pour autant le magazine et ses équipes ne changent pas.

### New Noise
Le premier numéro de New Noise paraît en novembre 2010. Il est diffusé par MLP.
En 2020, le magazine connaît une période compliquée à cause de la pandémie de Covid-19. Pour le no 53 publié en mai 2020, New Noise perd la moitié de ses annonceurs publicitaires ce qui fragilise son modèle économique. Par ailleurs, à cause des annulations de concerts et des sorties d'albums repoussées le no 54 qui aurait dû sortir pour l'été est décalé à la rentrée de Septembre.
En mai 2022, à cause de l'augmentation du coût des matières premières liée à la pandémie de Covid-19, le magazine voit sa pagination passer de 132 à 116 pages.
Le 9 août 2022, New Noise alerte ses lecteurs sur le fait que le no 64 prévu pour le mois d'octobre 2022 pourrait être le dernier numéro à être publié. Alors que les ventes du magazine étaient stables et sa santé financière était bonne, le no 62 a vu ses ventes chuter de près de 40%. Un appel à la mobilisation des lecteurs est lancé pour soutenir le magazine par l'achat du n°63, d'abonnements ou de dons,. Le 9 octobre 2022, New Noise décide de décaler la sortie du n°65 de décembre à février afin de voir la tendance qui se dégage des ventes du n°64. Malgré la mobilisation des lecteurs, les ventes de celui-ci sont inférieures au numéro précédent. La vente du magazine en kiosque a chuté d'environ 20 % par rapport à leurs débuts, chiffre qui n'avait que peu varié depuis les débuts. Le 23 janvier 2023, New Noise annonce que le magazine va fonctionner à flux tendu et que si jamais un des numéros suivants se vend aussi mal que le n°62 ou que le nombre d'abonnés varie à la baisse, ce sera l'arrêt immédiat du magazine.

### Fonctionnement
New Noise est un magazine qui ne possède pas de bureaux, qui comprend entre une trentaine et une quarantaine de collaborateurs. Certains sont des pigistes professionnels, d'autres des passionnés. Les pigistes professionnels qui vivent de leur plume et qui travaillent pour d'autres médias sont rémunérés, quant aux autres personnes qui font ça pour le plaisir et qui ont un travail, ils font ça bénévolement. Le magazine fonctionne sans comité de rédaction car selon Olivier Drago il n'en ressortait jamais rien de bien constructif.
Dans une interview accordé au webzine Métalorgie en 2020, Olivier Drago décrit la répartition des tâches au sein du magazine :

« Je suis le rédacteur en chef du magazine, mais aussi son éditeur via la SARL Noise Publishing, dont je suis le gérant. Je m’occupe donc de la gestion, d’une partie de la comptabilité, de la facturation, de la relation avec l’imprimerie, avec la société de routage qui s’occupe des envois abonnés, etc. Je reçois la plupart des promos, que je propose - ou pas - aux chroniqueurs, je monte les sommaires, à partir des propositions de mes rédacteurs, mais évidemment aussi des groupes que j’ai envie de faire figurer au sommaire. Je fais l’intermédiaire entre certains rédacteurs et les attachés de presse, groupes ou labels, je relis et modifie les articles, j’écris des chroniques et des interviews, je poste des news sur le site web, je m’occupe d’une partie des commandes passées sur le site et des abonnements, je démarche les labels, tourneurs, salles de concert, festivals, pour de la publicité, etc. La secrétaire de rédaction se charge également des relectures, des vérifications, quelqu’un m’aide à m’occuper du site et de nos réseaux sociaux, une régie démarche les annonceurs hors-musique et nous avons évidemment un graphiste maquettiste, en plus d’une quarantaine de rédacteurs, et de deux ou trois photographes réguliers, dont William Lacalmontie à qui l’on doit un bon nombre de nos photos de couverture. Oui, Élodie Denis (tout comme sa sœur jumelle Émilie) est là depuis le début et même avant puisqu'elle écrivait déjà sur No Brain No Headache. Étant donné qu’elle participe à l’aventure depuis très longtemps et qu’on forme elle et moi un bon binôme d'intervieweurs, on a parfois naturellement gardé cette configuration pour répondre à certaines interviews qu'on nous soumettait sur les coulisses du magazine. Mais la SR Catherine Fagnot, qui écrivait aussi jusqu'à il y a quelques années, et le graphiste Arnaud Pedandola, sont aussi présents depuis les tout débuts. Tout comme plusieurs rédacteurs. »

Le magazine se finance à moitié sur ses ventes, le reste grâce aux annonceurs. Si le magazine se porte bien jusqu'en août 2022, Olivier Drago avoue en 2019 que celui-ci vit à flux tendu et qu'il est difficile de se projeter au delà du numéro suivant.

### Choix de la couverture
La plupart du temps, New Noise propose pour chaque numéro deux couvertures différentes. L'avantage de la double couverture est que cela apporte un soutien financier supplémentaire au magazine. Quand celui-ci décide faire la une avec un groupe, il n'hésite pas à demander au label s'il veut acheter des pages de pubs. En 2016, Olivier Drago et Élodie Denis déclarent que peu importe le choix de la couverture, le magazine a des ventes stables à 1 000 numéros près.
En juillet 2022, New Noise annonce que MLP leur interdit de continuer les doubles couvertures. Finalement, à la suite de la baisse drastique des ventes qu'a connu le magazine pour ses n°62 et n°63, le magazine sera à nouveau autorisé à en proposer pour son n°64.